# 콧
콧은 대한민국의 음악 그룹이다. 2016년 싱글 앨범 [d2ep]으로 데뷔했다.

## 공연
- cott & 잭킹콩 : Talks On Music#7 (2019)
- 아트웨일라이브 VOLUME.4 WUS X COTT (2020)
- cott(콧) 단독공연 cott'smos (2021)
- live SUM 2022 (2022)
- Festival SUM 2022 (2022)
- 把酒問月（파주문월）with cott (2022)